# تی‌آرتی خبر
تی‌آرتی خبر شبکه خبری ۲۴ ساعته وابسته به سازمان رادیو و تلویزیون ترکیه است که در دهم مارس سال ۲۰۱۰ آغاز به کار کرده است.